# Kościół Podwyższenia Krzyża Świętego w Częstochowie
Kościół Podwyższenia Krzyża Świętego – rzymskokatolicki kościół parafialny należący do dekanatu Częstochowa - Podwyższenia Krzyża Świętego archidiecezji częstochowskiej. Znajduje się w częstochowskiej dzielnicy Częstochówka-Parkitka.

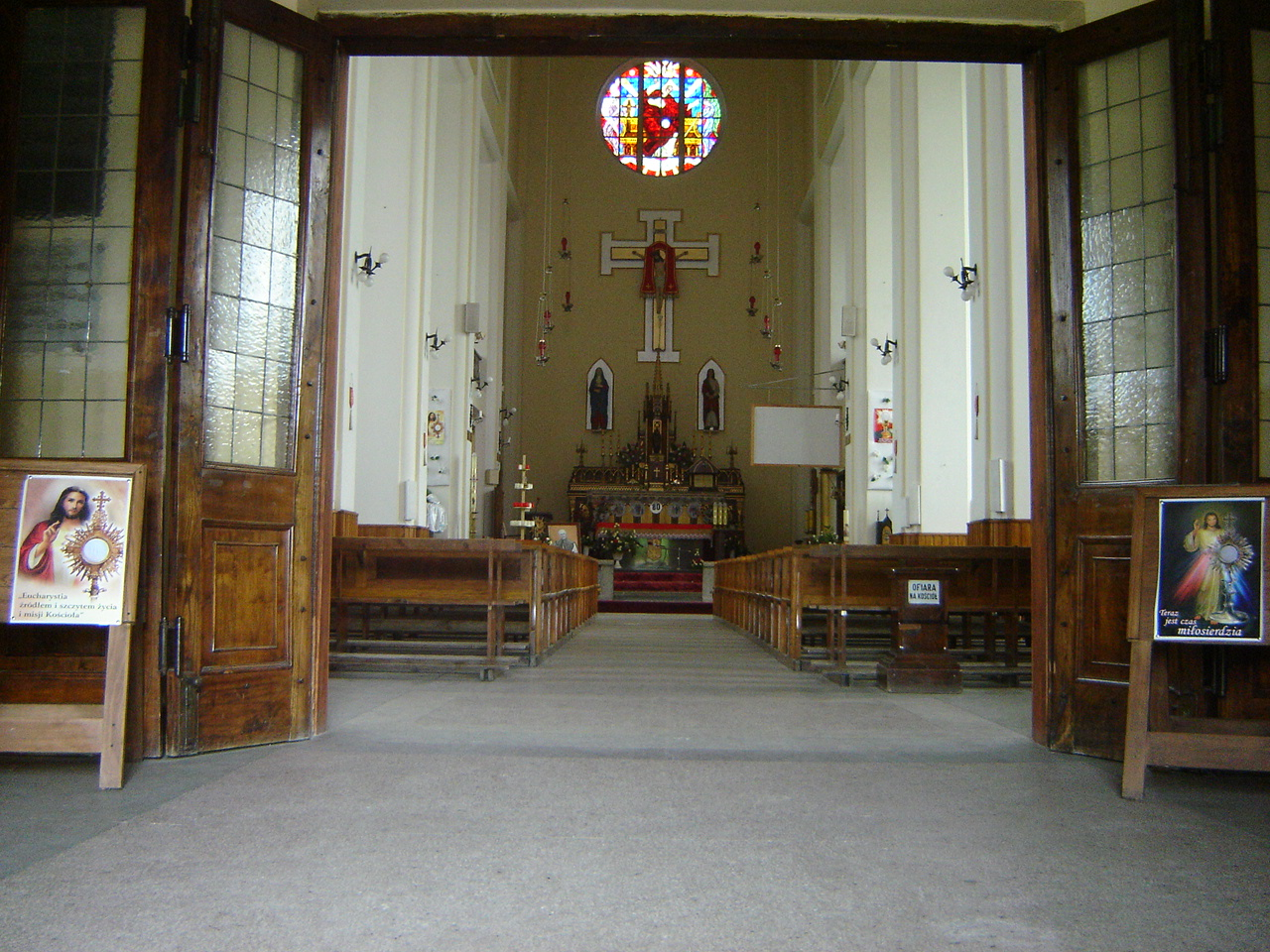
Wnętrze świątyni

Świątynia została wzniesiona w latach 1949–1956 dzięki staraniom księdza Antoniego Mietlińskiego. Poświęcona została przez biskupa Zdzisława Golińskiego w dniu 31 stycznia 1954 roku.
Następni proboszczowie urządzali stopniowo wnętrze kościoła. Podczas urzędowania księdza Władysława Maciąga dach świątyni został pozbawiony dachówki ceramicznej, i pokryty został ponownie blachą cynkową. Podczas urzędowania księdza Kazimierza Mielczarka w 1989 roku został założony dach z blachy miedzianej (ponieważ poprzednie pokrycie zostało zniszczone przez wichury). Podczas urzędowania księdza Zdzisława Gilskiego zostało uregulowane prawo własności posesji przy świątyni. Dzięki jego staraniom zostały dobudowane do świątyni krużganki i zostały zabezpieczone fundamenty.
W tej świątyni w dniu 19 września 1994 roku rozpoczął się proces beatyfikacyjny siostry Anieli Róży Godeckiej. W dniu 26 marca 1998 roku do specjalnie przygotowanej kaplicy zostały przeniesione jej doczesne szczątki. Kościół został uroczyście konsekrowany przez arcybiskupa Stanisława Nowaka w dniu 14 września 1998 roku.